# Siptan
Il Siptan (coreano: 십 단전, Hanja: 十 段 戰) è stato un torneo di Go sudcoreano, disputato tra il 2005 e il 2012.
Il Siptan è stato sponsorizzato dalla Wonik Corporation e organizzato dalla Hanguk Kiwon. Il formato era hayago (partite veloci) con 10 minuti di tempo di riflessione principale e 40 secondi di byo-yomi. La finale si decideva in un incontro al meglio delle tre partite. La borsa del vincitore era di 25 000 000 won. Era l'equivalente coreano del titolo giapponese Jūdan.

## Albo d'oro
| Edizione | Anno | Vincitore      | Punteggio | Secondo classificato |
| -------- | ---- | -------------- | --------- | -------------------- |
| 1        | 2006 | Lee Chang-ho   | 2–1       | Park Yeong-hun       |
| 2        | 2007 | An Cho-young   | 2–1       | Paek Hong-suk        |
| 3        | 2008 | Lee Chang-ho   | 2–0       | Mok Jin-seok         |
| 4        | 2009 | Park Jung-hwan | 2–0       | Paek Hong-suk        |
| 5        | 2010 | Park Jung-hwan | 2–1       | Lee Chang-ho         |
| 6        | 2011 | Lee Se-dol     | 2–1       | Kang Yoo-taek        |
| 7        | 2012 | Choi Cheol-han | 2–0       | Kang Dong-yun        |
| 8        | 2013 | Kang Dong-yun  | 2–0       | Park Yeong-hun       |